# Plasencia de Gibelet
Plasencia de Gibelet o Plasencia Embriaco (muerta en 1217), fue la hija de Hugo III Embriaco, señor de Gibelet y Estefanía de Milly.
Se casó con Bohemundo IV, príncipe de Antioquía y conde de Trípoli y tuvieron:
- Raimundo, bailío de Antioquía, nacido en 1195, muerto en Tortosa en 1213,[3]
- Bohemundo V (fallecido en 1252), príncipe de Antioquía,[4][5]
- Felipe (fallecido en 1226), rey armenio de Cilicia,[6]
- Enrique (fallecido en 1272), ancestro de los reyes de Chipre.[7]